# 생거진천로
생거진천로(Saenggeojincheon-ro)는 충청북도 진천군 문백면 복현교와  광혜원면 두교교를 잇는 충청북도의 도로이다. 전 구간 국도 제17호선에 속한다.

## 주요 경유지
충청북도
- 진천군 (문백면) - 청주시 청원구 오창읍 - 진천군 (문백면 - 진천읍 - 이월면 - 광혜원면)

## 노선 경로
전 구간 국도 제17호선에 속하므로 이 노선에 대한 별도 표기는 생략한다.
| 이름                                   | 접속 노선                                         | 소재지        | 소재지        | 비고              |
| 공항로와 직결                          | 공항로와 직결                                     | 공항로와 직결 | 공항로와 직결 | 공항로와 직결     |
| -------------------------------------- | ------------------------------------------------- | ------------- | ------------- | ----------------- |
| 복현교 복현2교                         |                                                   | 진천군        | 문백면        |                   |
| 원리 교차로                            | 원리여천길                                        | 청주시        | 청원구 오창읍 |                   |
| 도하 교차로 (도하IC교)                 | 문진로                                            | 진천군        | 문백면        |                   |
| 도하1교 도하2교 봉죽1교 봉죽2교        |                                                   | 진천군        | 문백면        |                   |
| 옥성 교차로 (봉죽IC교)                 | 옥성2길                                           | 진천군        | 문백면        |                   |
| 태락1교                                |                                                   | 진천군        | 문백면        |                   |
| 태락 교차로 (태락IC교)                 | 문진로                                            | 진천군        | 문백면        |                   |
| 진천터널                               |                                                   | 진천군        | 문백면        | 연장 1,080m       |
| 진천터널                               | 진천읍                                            | 진천군        |               | 연장 1,080m       |
| 원덕 교차로 (원덕IC교)                 | 원덕로                                            | 진천군        |               |                   |
| 진천교                                 |                                                   | 진천군        |               |                   |
| 행정 교차로 (행정IC교)                 | 국도 제34호선 (백곡로)                            | 진천군        |               |                   |
| 백곡교                                 |                                                   | 진천군        |               |                   |
| 반지 교차로                            | 반지길                                            | 진천군        | 이월면        |                   |
| 사곡 교차로 (사곡IC교)                 | 진광로                                            | 진천군        | 이월면        |                   |
| 중산1육교 중산2육교 중산대교 중산3육교 |                                                   | 진천군        | 이월면        |                   |
| 신월 교차로 (신월IC교)                 | 중미로 신척산단로                                 | 진천군        | 이월면        |                   |
| 사당교                                 |                                                   | 진천군        | 이월면        |                   |
| 북진천 나들목 (장양 교차로) (장양교)   | 40호선 평택제천고속도로 지방도 제302호선 (이덕로) | 진천군        | 이월면        | 미잠삼거리와 연결 |
| 내촌교                                 |                                                   | 진천군        | 이월면        |                   |
| 금곡 교차로 (금곡교)                   | 살천이길                                          | 진천군        | 광혜원면      |                   |
| 죽현교                                 |                                                   | 진천군        | 광혜원면      |                   |
| 소물 교차로 (소물교)                   | 진광로                                            | 진천군        | 광혜원면      |                   |
| 회죽교                                 |                                                   | 진천군        | 광혜원면      |                   |
| 광혜원 교차로                          | 광혜원산단2길                                     | 진천군        | 광혜원면      | 공단사거리와 연결 |
| 광혜원교 화랑교                        |                                                   | 진천군        | 광혜원면      |                   |
| 실원 교차로 (실원1교)                  | 탑골로                                            | 진천군        | 광혜원면      |                   |
| 실원2교 두교교                         |                                                   | 진천군        | 광혜원면      |                   |
| 송문주로와 직결                        |                                                   |               |               |                   |

## 주요 건물 및 시설
- S-OIL 금정LPG충전소 (생거진천로 739/태락리 100)
- CU 에스오일다올점 (생거진천로 740/태락리 114-10)
- S-OIL 다올셀프주유소 (생거진천로 744/태락리 100- 22)
- S-OIL 금정주유소 (생거진천로 747/태락리 100)
- GS25 진천터널점 (생거진천로 747/태락리 100)
- GS칼텍스 굿모닝주유소 (생거진천로 1428/장관리 370)
- GS칼텍스 장관주유소 (사곡리 606-6)
- S-OIL 동양주유소 (생거진천로 1491/사곡리 609-3)
- SK에너지 청화개발 동호주유소 (생거진천로 1963/신월리 928-5)
- 알뜰 남북주유소 (생거진천로 2001/신월리 948-4)
- 남북LPG충전소 생거진천로 2001/신월리 948-4)
- HD현대오일뱅크 금곡샐프주유소 (생거진천로 2377/금곡리 334)
- S-OIL 북진천주유소 (생거진천로 2454/금곡리 209-1)
- 알뜰 정석주유소 (생거진천로 2475/금곡리 174-3)
- JB중부휴게소 (생거진천로 2941/실원리 산29)